# Кампусано, Виктор
Виктор Кампусано Бонилья (исп. Víctor Campuzano Bonilla; родился 31 мая 1997 года в Барселона, Испания) — испанский футболист, нападающий клуба «Спортинг» (Хихон).

## Клубная карьера
Кампусано — воспитанник клубов «Кубельес», «Гава» и «Эспаньол». В 2016 году он подписал контракт на три года в «Реал Мадрид Кастилья». После окончания соглашения Виктор вернулся в «Эспаньол» и для получения игровой практики начал выступать за дублирующий состав. 15 августа 2019 года в поединке квалификационном матче Лиги Европы против швейцарского «Люцерна» Кампусано дебютировал за основной состав. В этом же поединке Виктор сделал «дубль», забив свои первые голы за «Эспаньол». 18 августа в матче против «Севильи» он дебютировал в Ли Лиге. 3 октября в поединке Лиги Европы против московского ЦСКА Виктор отметился забитым мячом.